# Acoso sexual

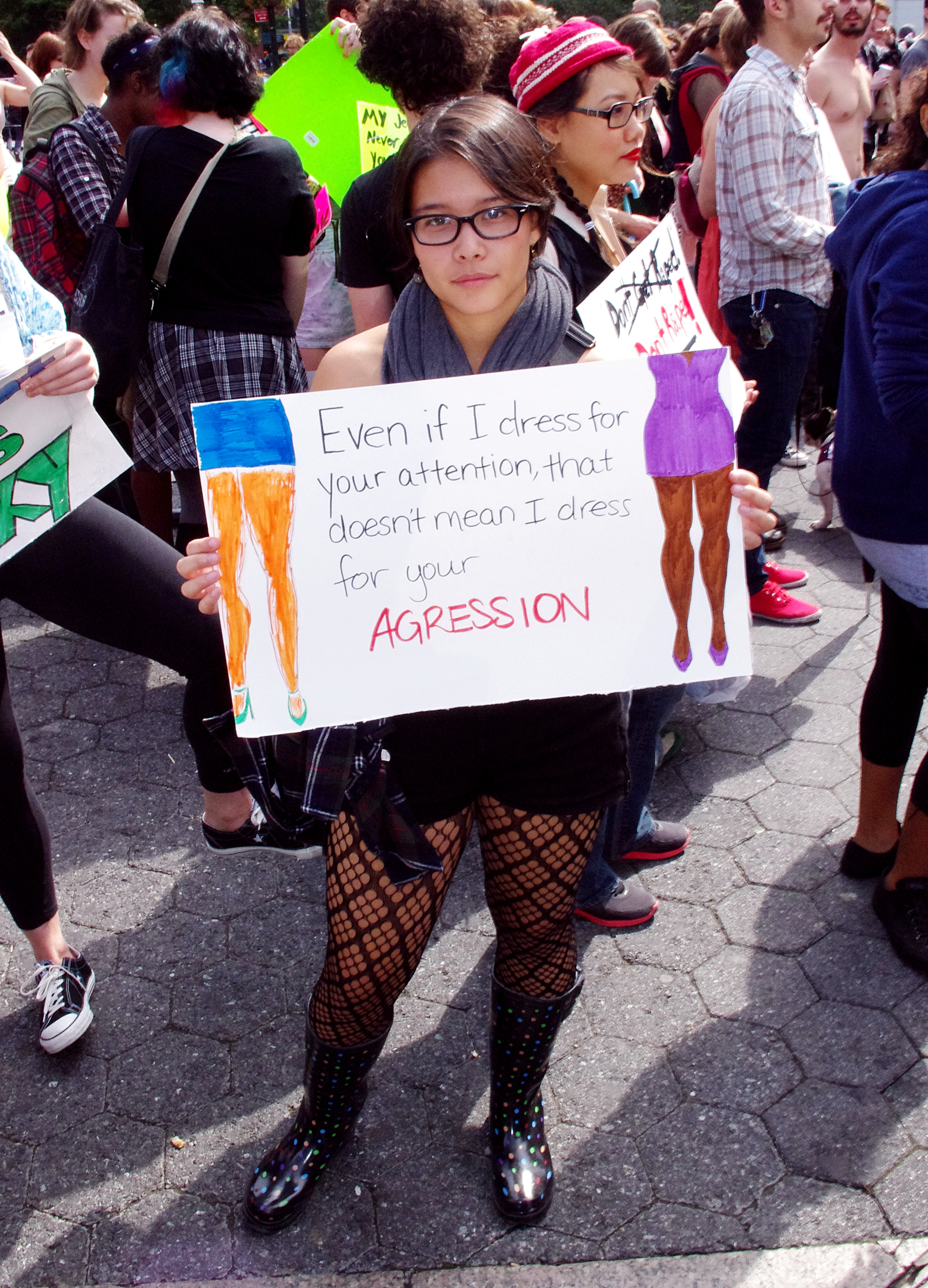
Marcha contra el acoso en Nueva York «Incluso si me visto para llamar tu atención, eso no significa que me visto para tu agresión».

El acoso sexual es la intimidación o acoso de naturaleza sexual o violación, promesas no deseadas o inapropiadas a cambio de favores sexuales. En la mayoría de contextos jurídicos modernos el acoso sexual es ilegal. Puede adoptar una variedad de formas. Incluye tanto la violencia física como las formas más sutiles de violencia como la coacción.
La directiva 2002/73/CE del Parlamento Europeo define como acoso sexual:

La situación en que se produce cualquier comportamiento verbal, no verbal o físico no deseado de índole sexual con el propósito o el efecto de atentar contra la dignidad de una persona, en particular cuando se crea un entorno intimidatorio, hostil, degradante, humillante u ofensivo.

Cuando existen leyes referidas al acoso sexual, generalmente no prohíben bromas simples, comentarios indirectos o incidentes menores aislados, es decir, no imponen un "código cívico general". En el lugar de trabajo, el acoso puede considerarse ilegal cuando es tan frecuente o grave que crea un ambiente de trabajo hostil u ofensivo o cuando repercute de manera adversa en el empleo (como por ejemplo la víctima es despedida o degradada o cuando la víctima decide renunciar al trabajo). Sin embargo, la comprensión jurídica y social del acoso sexual varía según la cultura.
Existen 125 países en el mundo que han legislado contra el acoso sexual en la última década del siglo XX y durante la primera década del siglo XXI. Sin embargo hay países como Kuwait o Yibuti en los que el acoso sexual sigue siendo legal.
El acoso sexual puede perjudicar a personas de ambos sexos pero estadísticamente la mayoría de denuncias son de mujeres. Los acosadores ejercen este tipo de comportamiento en ambientes laborales, académicos, estudiantiles e incluso familiares. Está considerado un acto delictivo, que es sancionado en función de su gravedad y que puede llevar incluso a la privación de libertad del acosador.

## Historia del término
El término acoso sexual en la concepción moderna data de la década de 1970 aunque otros conceptos relacionados existían previamente en muchas culturas. Anteriormente a esto, en algunos casos de acoso sexual judicializados en donde no existía el concepto como tal, se utilizaban las figuras legales que prohibían y sancionaban los «tocamientos indebidos» o «actos obscenos», aludiendo falta a la moral y a las buenas costumbres, quedando a criterio de los jueces en cada situación. 
El término «acoso sexual» se usó en 1973 en el informe El fenómeno de Anillos de Saturno, de Mary P. Rowe, entonces asistente especial del presidente sobre mujeres y trabajo en el Instituto Tecnológico de Massachusetts  sobre las diversas formas de acoso relacionadas con el género. Rowe declaró que ella no fue la primera en usar el término ya que la cuestión del acoso sexual era uno de los temas de discusión en los grupos de mujeres en Massachusetts a principios de los 70 pero que el MIT  pudo haber sido la primera o una de las primeras grandes organizaciones en debatir sobre ello (en el Consejo Académico del MIT) y desarrollar mecanismos y establecer políticas para combatirlo. El MIT en ese momento también reconoció los perjuicios provocados por el acoso racial y por el acoso hacia las mujeres negras. El presidente del MIT declaró en ese sentido que el acoso era antitético a la misión de una universidad e intolerable para los individuos.
En el libro In Our Time: Memoir of a Revolution (1999) la periodista Susan Brownmiller en el marco del trabajo de concienciación de los grupos feministas radicales de Nueva York cita a unas activistas de Cornell que en 1975 pensaron que habían acuñado el término acoso sexual: «Ocho de nosotras estábamos sentadas en una oficina... haciendo una lluvia de ideas sobre lo que íbamos a escribir en los pósteres de nuestras intervenciones, que se referían a ella como "intimidación sexual", "coerción sexual", "explotación sexual en el trabajo". Ninguno de esos nombres parecía correcto, queríamos algo que abarcara toda una serie de comportamientos persistentes, sutiles y poco sutiles, y alguien llegó con "acoso". '¡Acoso sexual!' Al instante estuvimos de acuerdo, eso es lo que era».
Estas activistas, Lin Farley, Susan Meyer y Karen Sauvigne pasaron a formar el Working Women's Institute (Instituto de Mujeres Trabajadoras) que, junto con la Alliance Against Sexual Coercion (Alianza contra la Coacción Sexual) fundada en 1976 por Freada Klein, Lynn Wehrli y Elizabeth Cohn-Stuntz, fueron las organizaciones pioneras en la denuncia pública del acoso sexual a finales de los años setenta.
Sin embargo, el término era ampliamente desconocido hasta principios de los 90, cuando Anita Hill testificó y denunció por acoso sexual a Clarence Thomas, nominado a la Corte Suprema de Estados Unidos. Tras el testimonio de Hill en 1991, el número de casos de acoso sexual denunciados en EE. UU. y Canadá aumentó un 58 por ciento.

## Definición y alcance

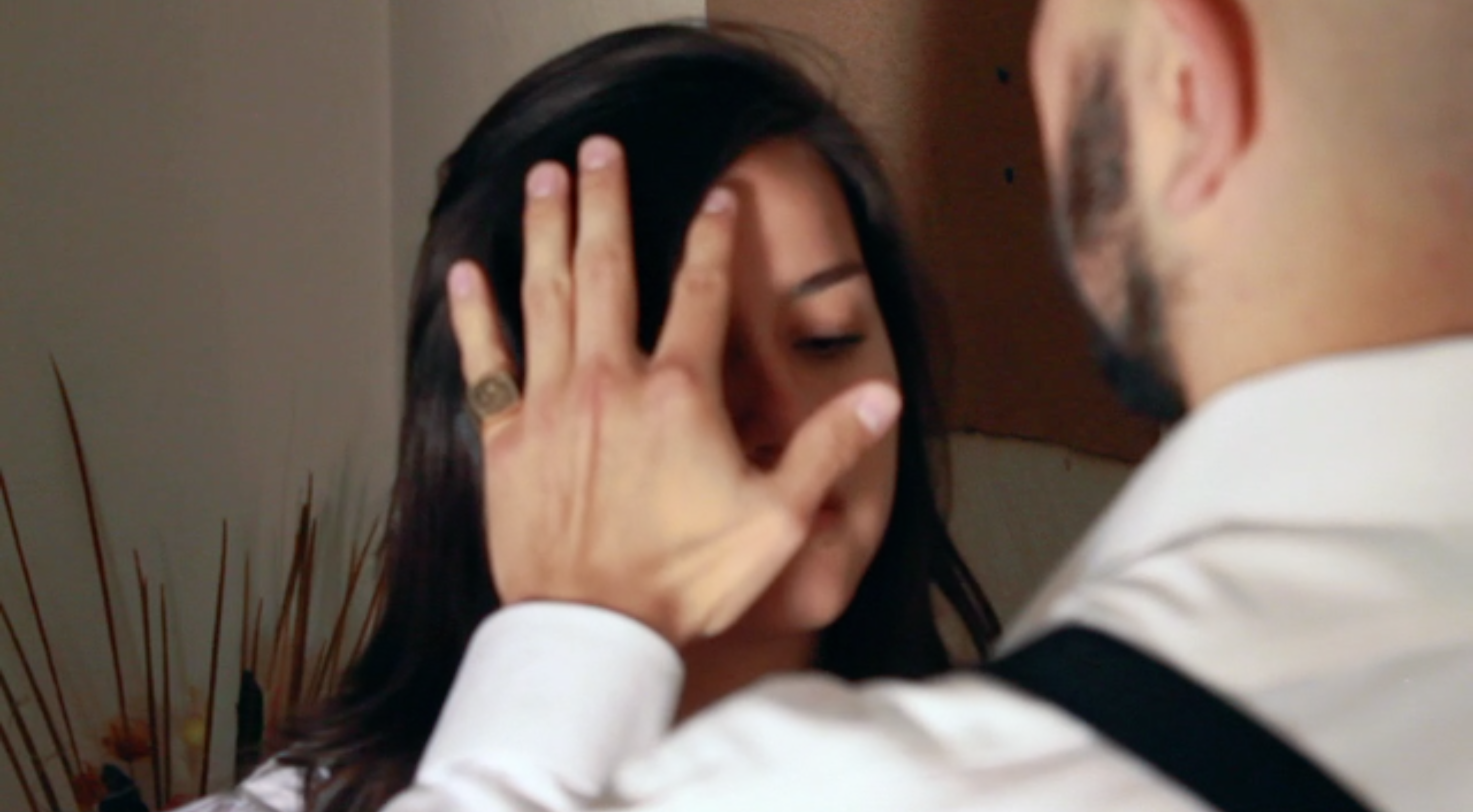
Dramatización de un acto de acoso.

El acoso sexual constituye una serie de agresiones, que pueden ir desde molestias hasta serios abusos, y que tienen la finalidad de intentar desencadenar una actividad sexual. Suele tener lugar en el puesto de trabajo, donde la confianza mutua es admitida inicialmente como base contractual para la relación laboral de subordinación, o en otros ambientes donde la voluntad de expresar un rechazo puede verse condicionada por la posibilidad de sufrir reprimendas.
La ley de empleo de Estados Unidos define el acoso sexual como cualquier «interés o comportamiento sexual inoportunos» en el trabajo, teniendo el efecto de hacer el lugar de trabajo intimidatorio u hostil. También está considerado como una forma de discriminación ilegal y es una forma de abuso sexual y psicológico, en un rango entre leves transgresiones a serios abusos. 
De hecho, algunos psicólogos y trabajadores sociales opinan que el acoso sexual severo o crónico puede tener los mismos efectos psicológicos en las víctimas que la violación o la agresión sexual. La reacción violenta y las represalias por denunciar el acoso sexual pueden agravar más los efectos. Por ejemplo, en 1995, Judith Coflin se suicidó después de un acoso sexual continuado por parte de sus jefes y colaboradores (su familia fue indemnizada más tarde con seis millones de dólares por daños).[cita requerida]
La definición de acoso sexual puede abarcar un amplio abanico de comportamientos, dependiendo de lo que cada individuo entiende como acoso, pudiendo llevar a confusiones. Este término fue acuñado en la Universidad Cornell en 1974. 
El acoso considerado como típico es el «contacto físico indeseado» entre compañeros de trabajo, pero además engloba los comentarios lascivos, discusiones sobre superioridad de sexo, las bromas sexuales, los favores sexuales para conseguir otro estatus laboral, etc. El acoso fuera del lugar de trabajo también está considerado otra forma de acoso sexual.
La situación es tanto más complicada por el hecho de que la carrera de un individuo puede ser fácilmente destruida cuando este es víctima de acoso sexual, o bien si este es inculpado por acoso. Los empleadores deben ser cuidadosos en proteger los derechos de los que se quejan y los individuos que han sido sujeto de quejas, porque ambos pueden creerse en posiciones vulnerables, y el bien y mal del caso puede no ser sencillo. Aquellos que han sido acusados deben asegurarse de que sus derechos van a ser completamente protegidos, y que las acusaciones no van a ser automáticamente tomadas como prueba. También deben ser aconsejados para no acometer la cuestión por sus propios medios si ellos se creen injustamente acusados, y que ninguna represalia será vista seriamente, irrespectiva del mérito de las quejas originales.
Una estrategia para prevenir el acoso sexual es la implementación de programas de prevención de agresiones sexuales para educar a transeúntes, que fomenten la intervención de los jóvenes cuando estos sean testigos de este tipo de incidentes o adviertan señales de que existe algún tipo de agresión. Se ha planteado examinar los efectos que estos programas, el comportamiento de los transeúntes, su intervención al momento de presenciarlos, entre otros factores. 
Una revisión sistemática de 27 estudios, la mayoría realizados en Estados Unidos, y uno llevado a cabo en Canadá y el otro en la India, concluyó que los programas para concientizar a los transeúntes tienen efectos positivos en cuanto a la intervención de los mismos, aunque no existe evidencia que muestre impacto alguno en las tasas de incidencia de agresiones sexuales. Sin embargo, aún quedan preguntas importantes por responder, que requieren una exploración más profunda y en contextos fuera de Estados Unidos para comprender mejor el rol de los programas de transeúntes en todo el mundo.

## Cómo reaccionar
Cuando una persona está siendo acosada, en lugar de reaccionar de manera obvia, lo que hay que hacer es no dejarse intimidar, conservar la calma y ser muy firme en la negativa ante cualquier chiste, insinuación, tocamiento etc., poner distancia de por medio inmediatamente, evitar estas compañías y denunciar cuanto antes cualquier conducta de acoso sexual. Es importante mencionar que si la víctima no se siente incomodada y aprueba esta conducta, en ese caso, solo en ese caso el acoso no es considerado un crimen, y el acosador no es considerado un criminal.

## Circunstancias variadas en las que puede ocurrir
El acoso sexual puede ocurrir en diferentes casos
- El acosador puede ser un superior de la víctima, un cliente, un compañero de trabajo, un profesor o tutor, un compañero de clase o un desconocido.

- La víctima no tiene por qué ser solo la persona a la que se acosa directamente, sino que también puede ser cualquier persona de su entorno que encuentre intolerable el comportamiento del acosador y que se vea afectada en cierta manera.

- Hasta que la víctima no sea acosada, no se debe considerar ilegal al comportamiento del acosador.

- La víctima puede ser tanto del género masculino como femenino; asimismo, el acosador no es necesariamente una persona del otro género sexual.

- El acosador puede ser totalmente inconsciente de que su comportamiento es molesto o es una forma de acoso sexual; también puede no saber que sus actos podrían ser ilegales.

Sin embargo, una constante es que el comportamiento de los acosadores es muy incómodo.

## Definiciones

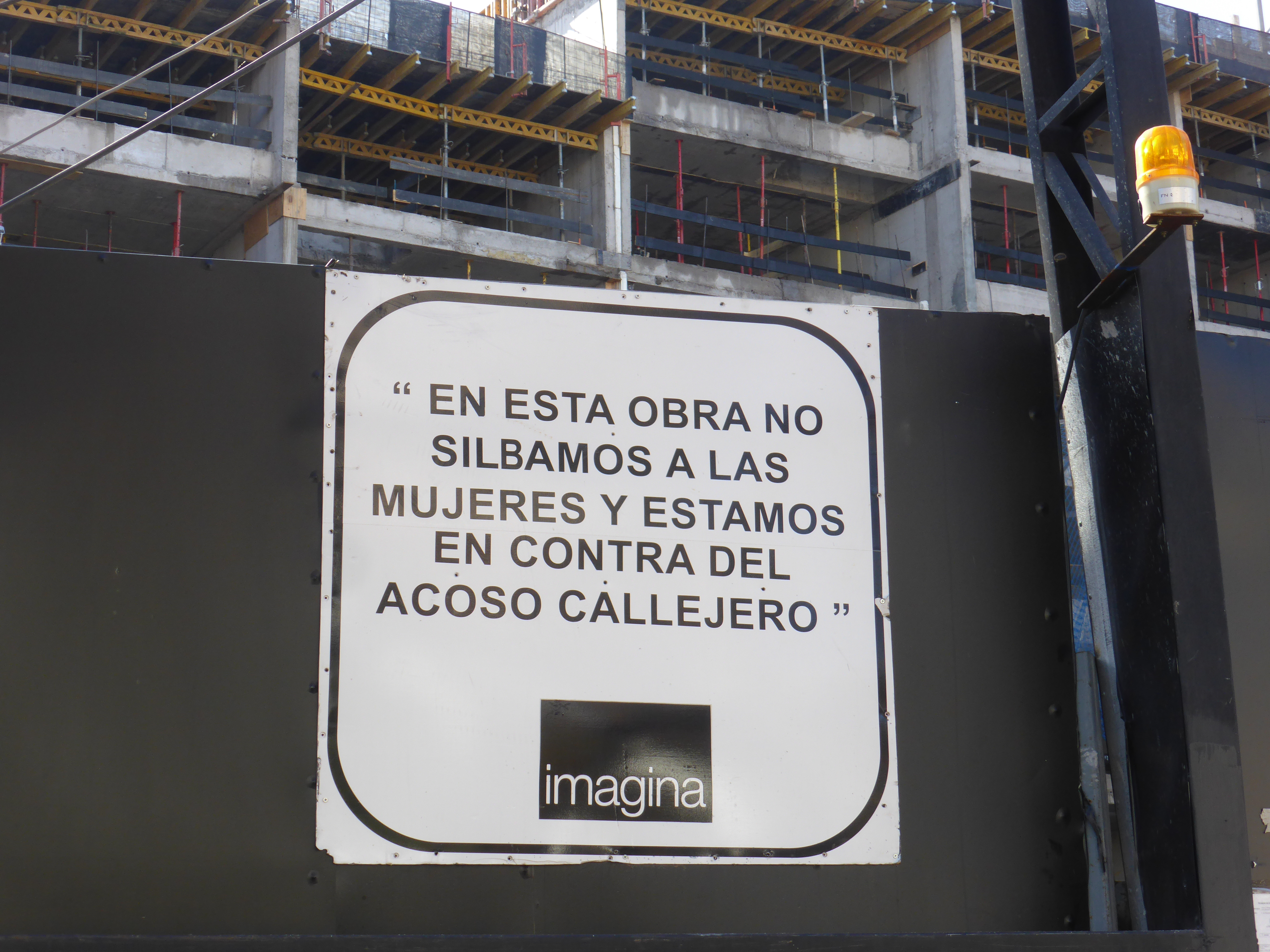
Cartel en una obra, contra el acoso a las mujeres. Santiago de Chile.

El concepto de acoso sexual tiene significado coloquial y legal. Mucha más gente ha experimentado el acoso sexual que la que ha tenido un caso legal contra el acusado. Para muchas empresas, impedir el acoso sexual y defender a sus empleados directivos de acusaciones de acoso sexual, se han convertido en los principales objetivos de la toma de decisiones legal.

### Pautas variadas que definen el acoso sexual
El concepto de acoso sexual tiene significado tanto coloquial como legal. Puede haber más personas que sufrieron de acoso sexual que las que han tenido un caso judicial contra el acusado. 
Clarence Thomas, de la Suprema Corte de Justicia, ha señalado que el acoso sexual en el lugar de trabajo no es un agravio aislado, pero, en su sentido legal, es una subcategoría de la discriminación en el empleo.[cita requerida] Definiciones similares se han establecido para ambientes académicos, con una similar cantidad de pruebas (como las descritas más abajo).

### Definiciones de la Comisión para la Igualdad de Oportunidades en el Empleo
La Comisión para la Igualdad de Oportunidades en el Empleo de los Estados Unidos (EEOC) elaboró un conjunto de guías o reglas para definir el acoso sexual en 1980 (ampliado en 1984 para incluir instituciones educacionales). La EEOC define el acoso sexual como: 
Insinuaciones sexuales indeseadas, solicitudes de favores sexuales, u otra conducta física o verbal de naturaleza sexual cuando:
1. Su cumplimiento se hace de manera explícita o implícita en términos o como condición para obtener el empleo.
2. Su cumplimiento o la negación de su cumplimiento por un individuo es la base para tomar decisiones que afecten el empleo de dicho individuo, o
3. Tales conductas tienen el propósito o efecto de interferir sin razón, en la eficiencia del trabajo de un individuo, o creando un ambiente de trabajo intimidatorio, hostil y desagradable.
Los puntos 1 y 2 son llamados quid pro quo (del latín «esto por eso» o «algo por algo»). Esencialmente son «sobornos sexuales» o promesas de beneficios por acceso sexual.
El tipo 3 es conocido como «ambiente hostil de trabajo»; es de lejos la forma más común. Es menos explícita y más subjetiva.

### Caso dePrima faciepor acoso sexual,quid pro quo
Para ser quid pro quo, se tiene que probar que «la reacción del empleado al acoso se debe a los aspectos tangibles para su compensación o términos, condiciones y privilegios de empleo». Originalmente esta era la única manera de reconocer que hubo acoso sexual.

### Caso dePrima faciepor acoso sexual, ambiente hostil
Donde se alega un ambiente hostil, la legalidad de los comportamientos se debe determinar de acuerdo con cada caso. Más que en los cambios de empleos, estos pedidos se enfocan en las condiciones de trabajo en las que se tiene que someter la víctima como condiciones de empleo. Para establecer si la situación merece acción, se debe tener en cuenta la «totalidad de las circunstancias» para determinar que «el acoso afecta un término, una condición o un privilegio de empleo lo suficientemente severo como para alterar la condición de empleo de la víctima y crear así, un ambiente abusivo de trabajo» (Peiliciotti, 1988).
Una firma legal con experiencia en este campo concluyó que para establecer un caso de prima facie por acoso sexual por ambiente hostil de trabajo; la víctima debe probar los siguientes cinco elementos, a saber:
1. La víctima (sea hombre o mujer) ha sufrido una discriminación intencional debida a su sexo.
2. La discriminación era grave.
3. La discriminación le ha perjudicado.
4. La discriminación puede perjudicar a una persona del mismo sexo.
5. Los niveles gerenciales sabían del acoso, o deberían saberlo, y no hicieron nada al respecto.
Ejemplos de acoso sexual

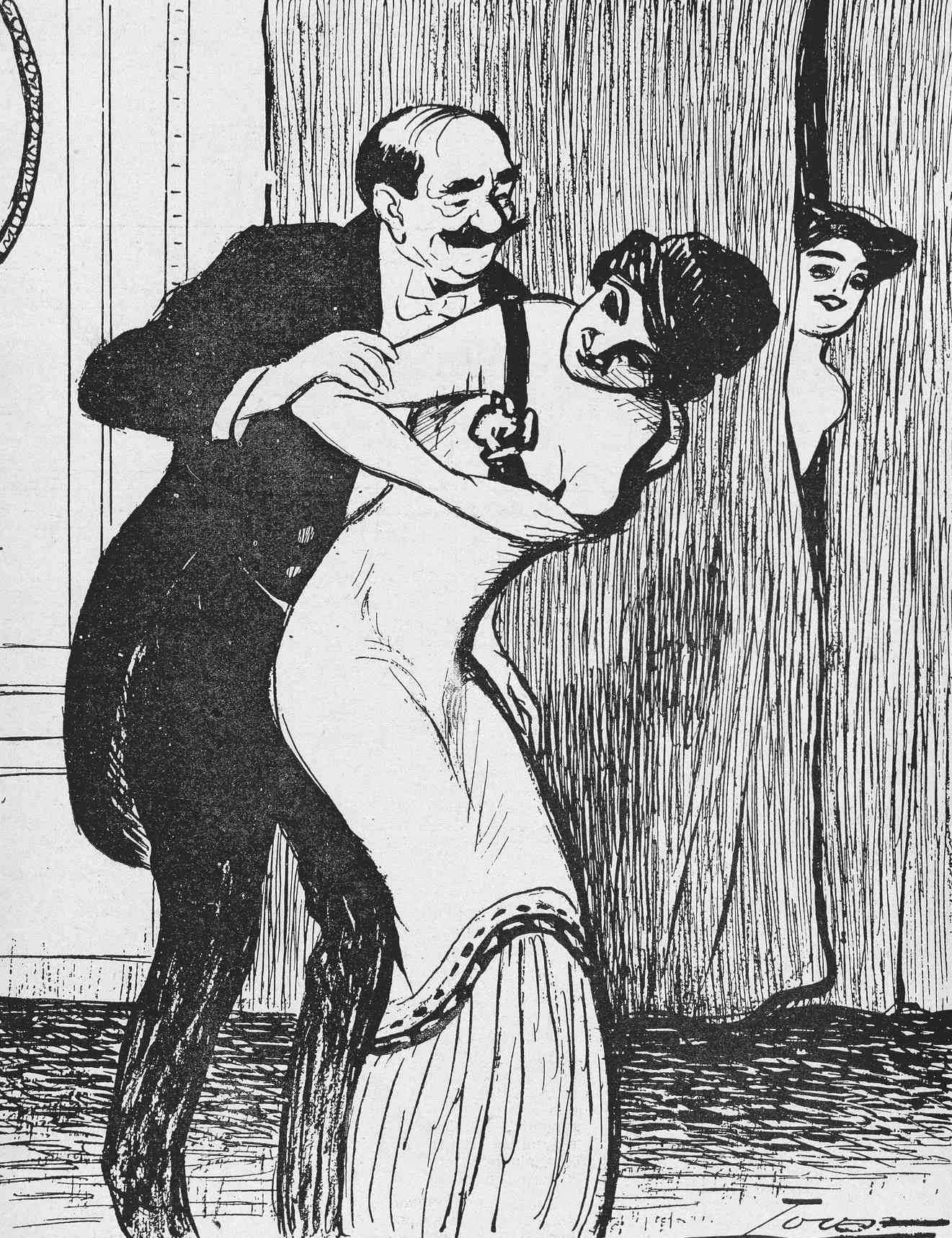
Hombre manoseando a una mujer.

- Manoseos, pellizcos, palmaditas, apretones o roces deliberados.
- Miradas lascivas o concupiscentes.
- Comentarios homófobos, gestos con una connotación sexual, guiños.
- Enviar correos electrónicos y mensajes de texto no deseados, colocar chistes sexualmente explícitos en la intranet de una oficina.
- Tocamientos o contactos físicos innecesarios.
- Agresión física.

De tipo verbal
- Hacer comentarios o insinuaciones sexuales.
- Contar chistes de carácter sexual o preguntar sobre fantasías eróticas.
- Comentarios homófobos e insultos basados en el sexo de otra persona o calificando su sexualidad.
- Transformar las discusiones de trabajo en conversaciones sobre sexo.
- Solicitar favores sexuales muchas veces vinculándolo a una promoción.
- En el caso de los hombres, prejuzgar su orientación sexual (en particular tildarlos de «homosexuales reprimidos»), especialmente si son solteros y no han tenido pareja, más si son mayores de 30 o 40 años.

De tipo No-verbal
- Exhibir fotos, calendarios, fondos de pantalla en el PC, u otro material pornográfico o sexualmente explícito.
- Envío de cartas anónimas.
- Silbidos.

Otros
- Obligar a las mujeres a trabajar fuera de los horarios normales, lo que podría exponerlas a ciertos peligros durante su desplazamiento al trabajo.
- Intentar u obligar a la mujer trabajadora a realizar determinados trabajos en la oficina del superior jerárquico.
- Ofrecer ascensos o aumentos de sueldo a cambio de favores sexuales.
- Pretender seguir cortejando a una persona que dejó clara su respuesta negativa.

## Prima facie(primera vista) del caso de represalia
Tomar represalias porque un trabajador tenga quejas es tan ilegal como el acoso en sí mismo, pero también difícil de probar.
Para establecer una prima facie de un caso de represalia, una persona debe demostrar con evidencia que:
1. Se es testigo de actividades encubiertas conocidas por el contratante.
2. El empresario se acoge a que se queja por razones vengativas.
3. Existen pruebas convincentes de que la actividad efectiva y la que debe realizarse son totalmente opuestas.

## Evolución de la ley en diferentes jurisdicciones
La Declaración sobre la Eliminación de la Violencia contra la Mujer aprobada por la Asamblea General de las Naciones Unidas en 1993 clasifica la violencia contra la mujer en tres categorías: la que ocurre en el entorno familiar, la que ocurre dentro de la comunidad en general y la perpetrada o tolerada por el Estado donde quiera que ocurra. El término acoso sexual se utiliza para definir la violencia que ocurre en la comunidad en general: «La violencia física, sexual y psicológica que ocurre en la comunidad en general, incluyendo la violación, el abuso sexual, el acoso sexual y la intimidación en el trabajo. En otros lugares, la trata de mujeres y la prostitución forzada».
En la India, el caso de Vishakha y otras contra el Estado de Rajastán en 1997 se dictó sentencia por primera vez estableciendo que el acoso sexual como era ilegal. En Israel, la Ley de Igualdad de Oportunidades de Empleo de 1988 permitió la condena de un empleador que había represaliado a un empleado que había rechazado ofrecerle favores sexuales pero estaba prohibido y no fue hasta 1998 cuando la Ley de Acoso Sexual de Israel convirtió en ilegal este comportamiento.
En mayo de 2002, el Consejo y el Parlamento de la Unión Europea modificaron una Directiva del Consejo de 1976 relativa a la igualdad de trato entre hombres y mujeres en el empleo para prohibir el acoso sexual en el lugar de trabajo, denunciándolo como discriminación sexual y violación de la dignidad. Esta Directiva obligaba a todos los Estados miembros de la Unión Europea a adoptar leyes sobre el acoso sexual o modificar las leyes vigentes para cumplir la Directiva en octubre de 2005.
En 2005, China añadió nuevas disposiciones a la Ley sobre la protección del derecho de la mujer para incluir el acoso sexual. En 2006 se redactó "El Suplemento de Shanghái" para ayudar a definir aún más el acoso sexual en este país.
El acoso sexual fue específicamente penalizado por primera vez en la historia moderna de Egipto en junio de 2014.
El acoso sexual sigue siendo legal en Kuwait y Yibouti.
La Organización de los Estados Americanos trata el acoso sexual como una cuestión de violencia contra las mujeres y no de discriminación. En consecuencia, la Convención Interamericana para Prevenir, Sancionar y Erradicar la Violencia contra la Mujer (Convención de Belém do Pará) ratifica el derecho de las mujeres a no ser objeto de violencia, incluido el acoso sexual laboral o en cualquier otro contexto, y exige a los Estados que sancionen y promulguen normas jurídicas para proteger a las mujeres frente al acoso y otras formas de violencia. El artículo 2 afirma que el acoso sexual en el lugar de trabajo, instituciones educativas, establecimientos de salud o cualquier otro lugar constituye violencia contra la mujer.

### Directrices y resoluciones jurídicas
La Recomendación General 19 de las Naciones Unidas de la Convención sobre la eliminación de todas las formas de discriminación contra la mujer define el acoso sexual contra las mujeres como:
El acoso sexual incluye conductas de tono sexual tal como contactos físicos e insinuaciones, observaciones de tipo sexual, exhibición de pornografía y exigencias sexuales, ya sean verbales o de hecho. Ese tipo de conducta puede ser humillante y puede constituir un problema de salud y de seguridad; es discriminatoria cuando la mujer tiene motivos suficientes para creer que su negativa le podría causar problemas en relación con su trabajo, incluso con la contratación o el ascenso, o cuando crea un medio de trabajo hostil.
Numerosas leyes en el mundo que prohíben el acoso sexual reconocen que tanto hombres como mujeres pueden ser acosadores o víctimas de acoso sexual. Sin embargo, la mayoría de las reclamaciones de acoso sexual están realizadas por mujeres.  En 2012 en Nueva Delhi reflejó que el 92 por ciento de las mujeres comunicó haber sufrido algún tipo de violencia sexual en espacios públicos a lo largo de su vida, y el 88 por ciento de mujeres comunicó haber sufrido algún tipo de acoso sexual verbal (incluidos comentarios no deseados de carácter sexual, silbidos, miradas o gestos obscenos) a lo largo de su vida. En 2014 una de cada 10 mujeres de la Unión Europea declara haber sufrido ciberacoso desde la edad de los 15 años, lo que incluye haber recibido correos electrónicos o mensajes SMS no deseados, sexualmente explícitos y ofensivos, o bien intentos inapropiados y ofensivos en las redes sociales. El mayor riesgo afecta a las mujeres jóvenes de entre 18 y 29 años de edad.
Hay muchas similitudes, y también importantes diferencias en las leyes y definiciones utilizadas en todo el mundo. El número de países que con leyes sobre acoso sexual es de 125 (cifras de 2016)

### Europa
En la Unión Europea existe una directiva sobre acoso sexual. La Directiva 2002/73/EC - de 23 de septiembre de 2002 relativa a la aplicación del principio de igualdad de trato entre hombres y mujeres en lo que se refiere al acceso al empleo, a la formación y a la promoción profesionales, y a las condiciones de trabajo
 

establece como
«acoso sexual»: la situación en que se produce cualquier comportamiento verbal, no verbal o físico no deseado de índole sexual con el propósito o el efecto de atentar contra la dignidad de una persona, en particular cuando se crea un entorno intimidatorio, hostil, degradante, humillante u ofensivo.

#### España
En España el acoso sexual está definido en la Ley de Igualdad para la igualdad efectiva de hombres y mujeres aprobada en 2007. El artículo 9 define acoso sexual como «cualquier comportamiento, verbal o físico, de naturaleza sexual que tenga el propósito o produzca el efecto de atentar contra la dignidad de una persona, en particular cuando se crea un entorno intimidatorio, degradante u ofensivo». La ley también establece consideraciones en torno al tema en varios de sus apartados. Por otro lado cabe destacar que desde el 2008 se han implementado protocolos contra el acoso sexual en 16 universidades españolas.

### Perú
En Perú la Ley 30314 para prevenir y sancionar el acoso sexual en espacios públicos del 23 de marzo de 2015 establece:
Artículo 1. Objeto de Ley
La presente tiene como objeto prevenir y sancionar el acoso sexual producidos en espacios en blancos donde afectan los derechos del ser humano, en especial, de la mujer. 
Artículo 6. Manifestaciones del acoso sexual en espacios públicos.
- El acoso sexual en espacios públicos se puede manifestar en espacios públicos: Actos de naturaleza sexual, verbal o gestual.
- Comentarios e insinuaciones de carácter sexual.
- Gestos obscenos que resulten insoportables, hostiles, humillantes u ofensivos.
- Tocamientos indebidos, roces corporales, frotamientos con el cuerpo y frotaciones.
- Exhibiciones o mostrar los genitales en el transporte o lugares públicos.
- En la vía pública...

El gobierno del Perú decidió que el acoso, acoso sexual, chantaje sexual y difusión de imágenes o material audiovisual con contenido sexual sean incorporados como delitos en el Código Penal. Ello, con el fin de garantizar una lucha eficaz contra las diversas modalidades de violencia que afectan principalmente a las mujeres.
Por ejemplo, los tocamientos indebidos en una «zona corporal con connotación sexual» se castigan con una pena de prisión no inferior a tres años ni superior a seis. Además, se reprimirá con pena privativa de libertad no menor de tres ni mayor de cinco años e inhabilitación a quien «vigile, persiga, hostigue, asedie o busque establecer contacto o cercanía con una persona, sin su consentimiento, para llevar a cabo actos de connotación sexual».
Antes de la incorporación de estos delitos en el Código Penal, había un vacío normativo respecto a las sanciones para este tipo de conductas. Las únicas vías para actuar frente a estas situaciones, y que sean investigadas y sancionadas, eran dos: sanciones administrativas si el acoso ocurría en el centro de trabajo o educativo; o cuando el acoso era callejero y determinadas entidades gubernamentales tenían responsabilidades. Sin embargo, este último no tenía tipo penal.

## Crítica
Aunque se reconoce generalmente que el término acoso sexual incluye conductas claramente dañinas y moralmente deplorables, sus límites pueden ser amplios y controvertidos. Por consiguiente, pueden surgir malentendidos. En Estados Unidos, la ley sobre acoso sexual ha sido criticada por personas como el abogado defensor penal Alan Dershowitz y el escritor jurídico y libertario Eugene Volokh, por imponer límites al derecho a la libertad de expresión.
Jana Rave, profesora de estudios organizacionales en la Queen's School of Business, criticó la política sobre acoso sexual en el Ottawa Business Journal por contribuir a mantener estereotipos arcaicos de las mujeres como "criaturas delicadas y asexuales" que requieren protección especial, mientras que, al mismo tiempo, las quejas reducen las ganancias de las empresas. Camille Paglia afirma que las jóvenes pueden terminar actuando de tal manera que facilitan el acoso sexual, de modo que, por ejemplo, al comportarse "amable", pueden convertirse en blanco de acoso. Paglia comentó en una entrevista con Playboy: «Ten en cuenta hasta qué punto tu amabilidad puede incitar a la gente a decirte cosas lascivas y pornográficas, a veces incluso a violar tu amabilidad. Cuanto más te sonrojas, más gente quiere hacerlo».
Otros críticos afirman que el acoso sexual es un problema muy grave, pero las perspectivas actuales se centran demasiado en la sexualidad en lugar de en el tipo de conducta que socava la capacidad de mujeres y hombres para trabajar juntos eficazmente. Viki Shultz, profesora de derecho en la Universidad de Yale, comenta: «Muchas de las formas más prevalentes de acoso están diseñadas para mantener el trabajo, en particular los más remunerados, como bastiones de la competencia y la autoridad masculinas». La feminista Jane Gallop considera que esta evolución de la definición de acoso sexual proviene de una «división» entre lo que ella llama «feministas del poder», que son pro-sexo (como ella) y lo que ella llama «feministas de la víctima», que no lo son. Ella sostiene que la división ha contribuido a una perversión de la definición de acoso sexual, que solía referirse al sexismo pero que ahora se refiere a cualquier cosa que sea sexual.
También existe preocupación por los abusos de la política de acoso sexual por parte de individuos, así como de empleadores y administradores, que utilizan acusaciones falsas o frívolas para expulsar a empleados que desean eliminar por otras razones. Estos empleados a menudo prácticamente no tienen ningún recurso debido a la ley de empleo a voluntad en la mayoría de los estados de EE. UU.
O'Donohue y Bowers describieron 14 posibles vías para las acusaciones falsas de acoso sexual: «mentiras, trastorno límite de la personalidad, trastorno histriónico de la personalidad, psicosis, prejuicio de género, abuso de sustancias, demencia, recuerdos falsos, interpretaciones falsas, entrevistas sesgadas, sociopatía, trastornos de la personalidad no especificados».
También se debate si algunas tendencias recientes hacia vestimenta más reveladora y hábitos permisivos han creado un entorno general más sexualizado, en el que algunas formas de comunicación se etiquetan injustamente como acoso, pero son simplemente una reacción a una mayor sexualización en entornos cotidianos.
Existen muchos debates sobre cómo las organizaciones deberían abordar el acoso sexual. Algunos observadores creen firmemente que las organizaciones deben estar sujetas a un estándar de tolerancia cero: "Denunciar, investigar y castigar".
Otros escriben que quienes se sienten acosados deberían, en la mayoría de los casos, tener varias opciones.
Las leyes sobre acoso sexual también pueden utilizarse injustamente en su aplicación. Las insinuaciones sexuales no solicitadas se consideraron más perturbadoras e incómodas cuando las perpetraba un colega del sexo opuesto poco atractivo que cuando las perpetraba un colega del sexo opuesto atractivo.

### Manifiesto de un centenar de artistas e intelectuales francesas
"La violación es un delito. Pero la seducción insistente o torpe no es un delito, ni la galantería una agresión machista". Con esas palabras se inicia un polémico manifiesto firmado por un centenar de artistas e intelectuales francesas, incluyendo a la afamada actriz Catherine Deneuve, en contra de lo que consideran es el "puritanismo" desatado tras la lluvia de denuncias por agresión sexual ocurridas a partir del caso del productor de cine Harvey Weinstein. El texto, publicado en 2018 en el diario francés Le Monde, critica el efecto que están teniendo los movimientos como el #MeToo (yo también) o su versión francesa #BalanceTonPorc (denuncia a tu cerdo) pues consideran que han convertido "la protesta legítima por la violencia sexual a la que están sometidas las mujeres, en particular en su vida profesional" en una "caza de brujas".